# Lijst van seizoenen van De Wandeling
In het programma De Wandeling kwamen aan bod:

## Voorjaar 2010 (januari-mei)
- Dianne Pot
- Teuntje Klinkenberg
- Famile Arslan
- Wim en Annie Walgers
- Rutger Elsinga
- Steven Vromman
- Admira Fazlic
- Rolf
- Wendy
- Cor Kievits
- Diana
- Marco Borsato
- Reinildis van Ditzhuyzen
- Dafne Westerhof
- Martin Melchers
- Fayza
- Sabrina
- Arie Boomsma
- Clara Voigt

## Najaar 2010 (september-december)
- Juliette
- Francine van der Velde
- Annemarie Postma
- Judith van der Stoep
- Marcia Kroes
- Paul en Wilma
- Wim Schmidt
- Javier Guzman
- Midas Dekkers
- Wende Snijders
- Hans Kazàn
- Jan Griekspoor
- Shaista Khan
- Onno Hoes
- Rob de Nijs

## Voorjaar 2011 (januari-juni)
- Richard Bleijenberg
- Yvonne van den Hurk
- Ivo van der Weele
- Hans Beks
- Dennis Gebbink
- Marco Westmaas
- Charly Lownoise
- Jolande Sap
- Jonathan Martinez
- Iene Noorlander
- Arthur Japin
- Natalie Bruns
- Rob de Vries
- Waylon
- Mirjam Krieg
- Lucille Werner
- Loudy Nijhof

## Najaar 2015 (september-december)
- Arnold Karskens
- Gerard Mahler
- Cesar Zuiderwijk
- Op de vlucht-reeks
- Dirk Zeelenberg
- Antoine Bodar
- Monique Collignon
- Barbara Lens
- Aaltje van Zweden
- Jelle Staleman
- Richard Groenendijk
- Lils Mackintosh

## 2016 (januari-heden)
- Niek van den Adel
- Margriet van der Linden
- Maaike Ouboter
- Ria en Benny van Dijk